# Hellas Verona Football Club 2011-2012
Questa voce raccoglie le informazioni riguardanti l'Hellas Verona Football Club nelle competizioni ufficiali della stagione 2011-2012.

## Stagione
L'Hellas Verona partecipa al campionato di Serie B 2011-2012 per la cinquantesima volta nella sua storia, la sesta negli ultimi dieci anni. Il presidente Martinelli conferma ovviamente Andrea Mandorlini sulla panchina degli scaligeri, chiedendo al tecnico di raggiungere l'obiettivo minimo della salvezza o quantomeno di ottenere un buon piazzamento. Il mercato inizia con il rientro di Juanito Gómez dal Gubbio, di Pugliese dal Varese e l'arrivo in prestito di due giovani promettenti come Tachtsidis e Andrea Doninelli dal Genoa.
Si sono aggiunti successivamente gli arrivi sempre in prestito di Natalino dall'Inter, di Mareco dal Brescia e di due centrocampisti: Niccolò Galli dal Parma e Marco D'Alessandro dalla Roma, giocatore che fa parte della Nazionale Under-21 di Ferrara. Nel precampionato, vince quasi tutte le amichevoli ed elimina sia il Vicenza (2-1) sia il Sassuolo (7-5 d.c.r.) dalla Coppa Italia, rispettivamente nel secondo e nel terzo turno della competizione. Il campionato vero e proprio comincia il 26 agosto e l'Hellas riceve in casa il Pescara allenato da Zeman, proprio la stessa squadra che l'anno prima aveva costretto i gialloblù a rimanere in Lega Pro superandoli nel doppio spareggio promozione (2-2, 1-0).
I delfini infatti vincono per 2-1, con Luca Ceccarelli autore sia dell'autorete decisiva sia del primo gol in campionato dell'Hellas Verona. Subito dopo il tonfo casalingo l'Hellas infatti vince due partite di fila, a Castellammare contro la Juve Stabia e in casa contro il Sassuolo. Arriva la prima sconfitta in trasferta, contro il Grosseto, che sfrutta al meglio un calcio di rigore. Alla quinta giornata va in scena Verona-Padova. La partita si chiude con un pareggio (2-2), con l'Hellas due volte in vantaggio e due volte raggiunto dai padovani. Dopo una nuova vittoria, stavolta ottenuta ad Ascoli per 2-1, inizia un periodo di flessione per il Verona, che raccoglie solo tre punti nelle successive cinque partite.
Arrivano due pareggi contro Gubbio e Sampdoria (ai loro tifosi venne tributata una grande accoglienza al Bentegodi, per via del forte gemellaggio che unisce le due tifoserie) seguiti da altrettante sconfitte contro Torino e Vicenza, che si prese la rivincita dopo l'eliminazione dalla Coppa Italia. Infine arriva un pareggio contro la Nocerina in casa, al termine di una partita resa difficile dal comportamento incivile di alcuni dei sostenitori campani, con lanci di sassi e piastrelle divelte sui tifosi veronesi presenti nella Tribuna Est. Le indagini della Digos di Verona e di quella di Salerno portarono all'arresto nei giorni successivi di otto tifosi della Nocerina.
L'Hellas Verona si riprende vincendo quattro partite consecutive e scalando molte posizioni: sconfigge il Cittadella al Tombolato, recuperando lo svantaggio iniziale (1-2), il Brescia in casa segnando la rete decisiva negli ultimi minuti, una nuova vittoria in trasferta al San Nicola di Bari e infine supera anche il Crotone in casa con qualche difficoltà, subendo il pareggio avversario sul finale di partita ma replicando immediatamente (2-1). Alla sedicesima giornata il Verona affronta e supera anche l'Empoli al Castellani. Si tratta della quinta vittoria consecutiva.
Con questa vittoria la società scaligera consolida la presenza nella zona play-off, superando in classifica la Sampdoria e agganciando il Padova e la Reggina al quarto posto. Sette giorni dopo è proprio la Reggina a cadere sotto i colpi degli scaligeri, che passano in vantaggio nel primo tempo, mantenendolo fino al termine della gara. Nel frattempo prosegue anche il cammino della squadra in Coppa Italia: dopo aver eliminato Vicenza e Sassuolo, la formazione scaligera batte al Tardini di Parma, con 2-0 e qualificandosi per gli ottavi di finale dove affronterà la Lazio. La marcia dei gialloblù viene interrotta all'Olimpico, dove i padroni di casa si impongono per 3-2. All'iniziale doppio vantaggio delle aquile rispondono infatti prima Berrettoni e poi D'Alessandro, ma è decisiva la punizione calciata da Hernanes.
L'Hellas Verona vince anche a Livorno, ottenendo la quinta vittoria esterna consecutiva. Si tratta di un record storico per il club: mai i mastini erano riusciti a vincere cinque partite consecutive in trasferta. La settimana dopo crolla anche il record delle vittorie consecutive ottenute dal club scaligero, che raggiungono quota nove: anche l'AlbinoLeffe infatti non riesce a opporsi ai mastini di Mandorlini, che superano lo storico Verona allenato da Prandelli che nella stagione di Serie B 1998-1999 aveva raggiunto le otto vittorie consecutive. La striscia vincente si interrompe alla ventesima giornata, quando i mastini vengono bloccati sullo 0-0 dal Varese all'Ossola.
Il girone d'andata si chiude con una vittoria per 2-1 sul Modena, ottenuta grazie a una rimonta negli ultimi minuti. Il Verona si laurea così vicecampione d'inverno, con un solo punto di distacco dal Torino capolista. La settimana dopo si chiude però anche la striscia di risultati utili consecutivi a quota 11: i gialloblù vengono infatti battuti per 3-1 dal Pescara all'Adriatico. Nei tre turni successivi il Verona ottiene una nuova sconfitta esterna sul difficile campo del Sassuolo e due importanti vittorie interne contro Juve Stabia e Grosseto, con i gialloblù che consolidano il quarto posto con tre lunghezze di vantaggio sul Padova. Nelle settimane successive l'Hellas allunga nuovamente il passo: strappa un punto all'Euganeo nello scontro diretto con i biancoscudati e poi centra due vittorie consecutive in casa contro Ascoli e Gubbio.
Sconfitto a Marassi dalla Sampdoria (2-0), il Verona si riprende subito travolgendo il Torino all'Olimpico con un secco 4-1 e cinque giorni dopo supera il Vicenza nel derby veneto, chiudendo la partita con facilità già nel primo tempo. Il Verona inizia a faticare in trasferta, dove viene sconfitto dalla Nocerina e dal Brescia nel derby del Garda, mentre prosegue agevolmente la sua marcia in casa, sconfiggendo a suon di goal il Cittadella (3-2) e il Bari (4-1), raggiungendo quota dodici vittorie consecutive in casa, l'ennesimo record eguagliato dalla squadra di Mandorlini. Sconfitto nuovamente in trasferta a Crotone, l'Hellas assedia l'Empoli nella successiva gara casalinga, ma non riesce a sbloccare il risultato e la partita finisce 0-0.
I gialloblù tornano a vincere in trasferta al Granillo di Reggio Calabria, sbloccando la partita nei minuti finali. Nella volata finale il Verona ottiene un'altra importante e meritata vittoria contro il Livorno, salvo poi pareggiare a Bergamo contro un Albinoleffe già retrocesso (1-1) e gettare al vento le ultime possibilità di ottenere la promozione diretta. Le vittorie ottenute la settimana dopo dal Pescara a Genova e dal Torino in casa contro il Modena rendono infatti vana la larga vittoria ottenuta dai gialloblù contro il Varese (3-0), costretti a disputare i play-off. La stagione regolare si chiude con un pareggio a Modena (1-1). Nella gara d'andata delle semifinali, all'Ossola di Varese, il Verona gioca una brutta partita e viene sconfitto per 2-0 dai padroni di casa. Al Bentegodi i gialloblù non riescono ad andare oltre il pareggio (1-1) e vengono così eliminati.

## Divise e sponsor
Lo sponsor tecnico per la stagione è Asics per la settima stagione, mentre i main sponsor sono Agsm, Sicurint group e Protec.
La prima maglia è blu con collo a polo, una striscia gialla sul fianco e con il disegno di due mastini sulle maniche, con pantaloncini blu e calzettoni blu con risvolto giallo. La seconda maglia è uguale alla prima ma a colori invertiti. Per quanto riguarda i portieri, la prima divisa è grigia e la seconda verde.
| Casa | Trasferta |

## Organigramma societario
Area direttiva
- Amministratore unico: Giovanni Martinelli
- Direttore generale: Benito Siciliano

Area organizzativa
- Segretario generale: Nicoletta Manfrin
- Team manager: Sandro Mazzola

Area comunicazione
- Responsabile comunicazione e ufficio stampa: Simone Puliafito

Area marketing
- Responsabile marketing: Federico Bosi, da "ottobre" Simone Salizzoni

Area amministrativa
- Responsabile amministrativo: Pierluigi Marzola
- Segretario amministrativo: Eugenio Spiazzi di Corte Regia

Area logistica
- Resp. informatico biglietteria: Moris Rigodanze
- Vice responsabile biglietteria: Nicola Bertaiola
- Segreteria: Elena Fraccaroli

Area sicurezza
- Delegato alla sicurezza: Silvia Steccanella
- Vice delegato alla sicurezza: Matteo Salvadego

Dirigenti prima squadra
- Addetto all'arbitro: Franco Fioroni
- Dirigente accompagnatore: Mattia Rossetti

Area legale
- Avvocati: 
  - Francesco Lombardo
  - Stefano Fanini

Settore giovanile
- Responsabile settore giovanile: Stefano Ghisleni
- Responsabile osservatori: Giancarlo Filippini
- Responsabile progetto scuola: Zaccaria Tommasi

Area tecnica
- Direttore sportivo: Mauro Gibellini
- Allenatore: Andrea Mandorlini
- Allenatore in seconda: Roberto Bordin
- Preparatore atletico: Mauro Marini
- Preparatore dei portieri: Ermes Morini
- Analista video: Simone Baggio
- Magazzinieri:
  - Tomas Bodini
  - Zeno Sabaini
- Addetto al campo: Giuseppe Maule

Area sanitaria
- Responsabile sanitario: Carlo Pasini
- Medici sociali:
  - Alberto Fontana
  - Luca Sebastiano
- Fisioterapista: Alberto Previdi
- Massaggiatore: Gianluca Antolini

## Rosa
| N. |                     | Ruolo | Calciatore         |
| -- | ------------------- | ----- | ------------------ |
| 1  | Brasile (bandiera)  | P     | Rafael             |
| 4  | Italia (bandiera)   | C     | Gennaro Esposito   |
| 5  | Italia (bandiera)   | D     | Luca Ceccarelli    |
| 6  | Francia (bandiera)  | A     | Matthias Lepiller  |
| 7  | Italia (bandiera)   | C     | Manuel Mancini     |
| 8  | Italia (bandiera)   | C     | Giuseppe Russo     |
| 9  | Italia (bandiera)   | A     | Nicola Ferrari     |
| 10 | Islanda (bandiera)  | C     | Emil Hallfreðsson  |
| 11 | Austria (bandiera)  | A     | Thomas Pichlmann   |
| 12 | Brasile (bandiera)  | P     | Nícolas            |
| 13 | Italia (bandiera)   | D     | Matteo Abbate      |
| 14 | Italia (bandiera)   | C     | Marco D'Alessandro |
| 16 | Italia (bandiera)   | C     | Niccolò Galli      |
| 17 | Italia (bandiera)   | A     | Giuseppe Le Noci   |
| 17 | Paraguay (bandiera) | D     | Víctor Mareco      |
| 19 | Brasile (bandiera)  | C     | Jorginho           |

| N. |                      | Ruolo | Calciatore            |
| -- | -------------------- | ----- | --------------------- |
| 20 | Italia (bandiera)    | C     | Andrea Doninelli      |
| 21 | Argentina (bandiera) | A     | Juan Gómez Taleb      |
| 22 | Italia (bandiera)    | D     | Domenico Maietta      |
| 23 | Italia (bandiera)    | D     | Francesco Cangi       |
| 24 | Italia (bandiera)    | C     | Luisito Campisi       |
| 25 | Italia (bandiera)    | D     | Massimiliano Scaglia  |
| 26 | Italia (bandiera)    | P     | Pierluigi Frattali    |
| 27 | Italia (bandiera)    | A     | Emanuele Berrettoni   |
| 32 | Croazia (bandiera)   | A     | Saša Bjelanović       |
| 33 | Italia (bandiera)    | D     | Giuseppe Pugliese     |
| 43 | Italia (bandiera)    | P     | Joseph Hu             |
| 57 | Italia (bandiera)    | D     | Felice Natalino       |
| 70 | Italia (bandiera)    | P     | Federico Da Vià       |
| 77 | Grecia (bandiera)    | C     | Panagiōtīs Tachtsidīs |
| 88 | Italia (bandiera)    | D     | Dario Campagna        |
| 91 | Brasile (bandiera)   | A     | Daniel Ferreira       |

## Calciomercato

### Sessione estiva(dal 1º luglio al 31 agosto 2011)
| Acquisti | Acquisti              | Acquisti        | Acquisti                                          |
| R.       | Nome                  | da              | Modalità                                          |
| -------- | --------------------- | --------------- | ------------------------------------------------- |
| D        | Dario Campagna        | Juventus        | riscatto comproprietà                             |
| D        | Salif Dianda          | Juve Stabia     | fine prestito                                     |
| D        | Víctor Mareco         | Brescia         | prestito                                          |
| D        | Felice Natalino       | Inter           | prestito                                          |
| D        | Giuseppe Pugliese     | Varese          | fine prestito                                     |
| C        | Luisito Campisi       | Monza           | fine prestito                                     |
| C        | Marco D'Alessandro    | Roma            | prestito con diritto di riscatto e controriscatto |
| C        | Andrea Doninelli      | Genoa           | prestito con diritto di riscatto                  |
| C        | Niccolò Galli         | Parma           | prestito                                          |
| C        | Emil Hallfreðsson     | Reggina         | definitivo                                        |
| C        | Jorginho              | Sambonifacese   | fine prestito                                     |
| C        | Manuel Mancini        | Siena           | riscatto comproprietà                             |
| C        | Panagiōtīs Tachtsidīs | Genoa           | prestito                                          |
| A        | Saša Bjelanović       | Atalanta        | definitivo                                        |
| A        | Nicola Ciotola        | Taranto         | fine prestito                                     |
| A        | Francesco Di Gennaro  | Virtus Lanciano | fine prestito                                     |
| A        | Daniel Ferreira       | Varese          | prestito con diritto di riscatto                  |
| A        | Matthias Lepiller     | Fiorentina      | prestito con diritto di riscatto                  |
| A        | Ernesto Torregrossa   | Udinese         | riscatto comproprietà                             |

| Cessioni | Cessioni                   | Cessioni      | Cessioni                         |
| R.       | Nome                       | a             | Modalità                         |
| -------- | -------------------------- | ------------- | -------------------------------- |
| P        | Andrea Caroppo             | Brescia       | riscatto comproprietà            |
| P        | Alessandro Dusatti         | Sambonifacese | prestito                         |
| P        | Luca Esposito              | Virtus Verona | definitivo                       |
| D        | Robert Anderson Cavalheiro |               | svincolato                       |
| D        | Salif Dianda               | Ternana       | prestito                         |
| D        | Leonardo Massoni           | Sassuolo      | riscatto comproprietà            |
| D        | João Pedro                 | Boca Júnior   | definitivo                       |
| D        | Sandro Peretti             | Sambonifacese | svincolato                       |
| D        | Santiago Vergini           | Olimpia       | fine prestito                    |
| C        | Stefano Garzon             | Lecco         | svincolato                       |
| C        | Hakim Khadrejnane          |               | svincolato                       |
| C        | Marco Martina Rini         | Brescia       | fine prestito                    |
| C        | Fabrizio Paghera           | Brescia       | fine prestito                    |
| A        | Nicola Ciotola             | Como          | prestito con diritto di riscatto |
| A        | Francesco Di Gennaro       | Barletta      | svincolato                       |
| A        | Juan Gómez Taleb           | Gubbio        | fine prestito                    |
| A        | Giuseppe Le Noci           | Cremonese     | prestito con diritto di riscatto |
| A        | Aiman Napoli               | Inter         | fine prestito                    |
| A        | Gianmarco Ravelli          | Castellana    | definitivo                       |
| A        | Matteo Scapini             | Villafranca   | svincolato                       |
| A        | Andy Selva                 | Fidene        | svincolato                       |
| A        | Christian Tiboni           | Atalanta      | fine prestito                    |
| A        | Ernesto Torregrossa        | Monza         | prestito                         |
| A        | Luca Viviani               | Lecco         | prestito                         |
| A        | Giovanni Vriz              | Sacilese      | svincolato                       |

### Sessione invernale(dal 3 al 31 gennaio 2012)
| Acquisti | Acquisti               | Acquisti | Acquisti      |
| R.       | Nome                   | da       | Modalità      |
| -------- | ---------------------- | -------- | ------------- |
| P        | Pierluigi Frattali     | Vicenza  | definitivo    |
| C        | Guido Bennati          | Milan    | prestito      |
| C        | Carlo Alberto Calvetti | Milan    | prestito      |
| A        | Luca Viviani           | Lecco    | fine prestito |

| Cessioni | Cessioni        | Cessioni   | Cessioni      |
| R.       | Nome            | a          | Modalità      |
| -------- | --------------- | ---------- | ------------- |
| D        | Felice Natalino | Inter      | fine prestito |
| C        | Dario Campagna  | Piacenza   | prestito      |
| C        | Luisito Campisi |            | svincolato    |
| C        | Lorenzo Testini | Cerea      | prestito      |
| A        | Daniel Ferreira | Varese     | fine prestito |
| A        | Luca Viviani    | Pro Patria | prestito      |

## Risultati

### Serie B

#### Girone di andata
| Arbitro: | Tozzi (Ostia Lido) |

|                |           |                                    |
| Ceccarelli 87’ | Marcatori | 12’ Immobile 60’ (aut.) Ceccarelli |

| Arbitro: | Massa (Imperia) |

|             |           |                             |
| Mbagoku 34’ | Marcatori | 7’ Ferrari 37’ Hallfreðsson |

| Arbitro: | Di Bello (Brindisi) |

|                    |           |  |
| Ferrari 47’ (rig.) | Marcatori |  |

| Arbitro: | Irrati (Pistoia) |

|                                |           |           |
| Sforzini 42’ Caridi 81’ (rig.) | Marcatori | 13’ Gómez |

| Arbitro: | Ciampi (Roma 1) |

|                            |           |                      |
| Russo 21’ D'Alessandro 34’ | Marcatori | 28’ Cutolo 53’ Cacia |

| Arbitro: | Cervellera (Taranto) |

|                   |           |                          |
| Mareco 12’ (aut.) | Marcatori | 21’ Gómez 81’ Bjelanović |

| Arbitro: | Baracani (Firenze) |

|                    |           |                |
| Ciofani 53’ (rig.) | Marcatori | 22’ Bjelanović |

| Arbitro: | Velotto (Grosseto) |

|           |           |                  |
| Gómez 34’ | Marcatori | 16’ (rig.) Pozzi |

| Arbitro: | Massa (Imperia) |

|            |           |                                    |
| Abbate 43’ | Marcatori | 15’ Bianchi 35’ Sgrigna 62’ Ebagua |

| Arbitro: | Giacomelli (Trieste) |

|                             |           |                  |
| Augustyn 49’ Abbruscato 82’ | Marcatori | 78’ Hallfreðsson |

| Arbitro: | Di Bello (Brindisi) |

|                  |           |                     |
| Hallfreðsson 76’ | Marcatori | 49’ (rig.) Castaldo |

| Arbitro: | Mariani (Aprilia) |

|                       |           |                              |
| Bellazzini 13’ (rig.) | Marcatori | 16’ Ferrari 22’ Hallfreðsson |

| Arbitro: | Ostinelli (Como) |

|               |           |  |
| Pichlmann 87’ | Marcatori |  |

| Arbitro: | Pinzani (Empoli) |

|  |           |            |
|  | Marcatori | 82’ Abbate |

| Arbitro: | Gavillucci (Latina) |

|                             |           |           |
| Pichlmann 17’ Maietta 90+2’ | Marcatori | 85’ Calil |

| Arbitro: | Calvarese (Teramo) |

|            |           |                                            |
| Tavano 87’ | Marcatori | 16’ Abbate 31’ Jorginho 90+3’ Hallfreðsson |

| Arbitro: | Pinzani (Empoli) |

|               |           |  |
| Pichlmann 27’ | Marcatori |  |

| Arbitro: | Velotto (Grosseto) |

|  |           |                            |
|  | Marcatori | 45+2’ Maietta 58’ Jorginho |

| Arbitro: | Merchiori (Ferrara) |

|               |           |  |
| Pichlmann 80’ | Marcatori |  |

| Varese 18 dicembre 2011, ore 12:30 CET 20ª giornata | Varese          | 0 – 0 referto | Verona | Stadio Franco Ossola (5 000 spett.)\| Arbitro: \| Ciampi (Roma 1) \| |
| Arbitro:                                            | Ciampi (Roma 1) |               |        |                                                                      |

| Arbitro: | Irrati (Pistoia) |

|                        |           |                  |
| Lepiller 85’ Gómez 88’ | Marcatori | 34’ (rig.) Greco |

#### Girone di ritorno
| Arbitro: | Cervellera (Taranto) |

|                            |           |             |
| Koné 12’ Immobile 49’, 57’ | Marcatori | 39’ Ferrari |

| Arbitro: | Di Paolo (Avezzano) |

|                           |           |  |
| Scaglia 43’ Pichlmann 73’ | Marcatori |  |

| Arbitro: | Tommasi (Bassano del Grappa) |

|                          |           |  |
| Terranova 12’ Valeri 22’ | Marcatori |  |

| Arbitro: | Gavillucci (Latina) |

|                  |           |  |
| Lepiller 2’, 38’ | Marcatori |  |

| Padova 4 febbraio 2012, ore 15:00 CET 26ª giornata | Padova           | 0 – 0 referto | Verona | Stadio Euganeo (10 997 spett.)\| Arbitro: \| Ostinelli (Como) \| |
| Arbitro:                                           | Ostinelli (Como) |               |        |                                                                  |

| Arbitro: | Gallione (Alessandria) |

|                                 |           |  |
| Hallfreðsson 49’ Tachtsidīs 90’ | Marcatori |  |

| Arbitro: | Baratta (Salerno) |

|           |           |  |
| Gómez 41’ | Marcatori |  |

| Arbitro: | Calvarese (Teramo) |

|                |           |  |
| Pozzi 33’, 52’ | Marcatori |  |

| Arbitro: | Pinzani (Empoli) |

|             |           |                                        |
| Sgrigna 84’ | Marcatori | 23’, 55’ Gómez 37’ Ferrari 75’ Maietta |

| Arbitro: | Ostinelli (Como) |

|                      |           |  |
| Gómez 17’ Abbate 24’ | Marcatori |  |

| Arbitro: | Candussio (Cervignano del Friuli) |

|                                           |           |           |
| Figliomeni 4’ Negro 15’ Merino 63’ (rig.) | Marcatori | 35’ Gómez |

| Arbitro: | Nasca (Bari) |

|                               |           |                              |
| Tachtsidīs 15’ Gómez 30’, 58’ | Marcatori | 72’ Marchesan 90+5’ Di Nardo |

| Arbitro: | Giancola (Vasto) |

|                         |           |                |
| Daprelà 37’ Córdova 90’ | Marcatori | 39’ Berrettoni |

| Arbitro: | Di Paolo (Avezzano) |

|                                                     |           |              |
| Gómez 24’ Berrettoni 51’ (rig.) Bjelanović 54’, 56’ | Marcatori | 12’ De Falco |

| Arbitro: | Massa (Imperia) |

|                                 |           |           |
| Ciano 5’ Florenzi 24’ Calil 45’ | Marcatori | 62’ Galli |

| Verona 27 aprile 2012, ore 21:00 CEST 37ª giornata | Verona                 | 0 – 0 referto | Empoli | Stadio Marcantonio Bentegodi (14 990 spett.)\| Arbitro: \| Gallione (Alessandria) \| |
| Arbitro:                                           | Gallione (Alessandria) |               |        |                                                                                      |

| Arbitro: | Ciampi (Roma 1) |

|  |           |                |
|  | Marcatori | 81’ Berrettoni |

| Arbitro: | Calvarese (Teramo) |

|              |           |  |
| Lepiller 80’ | Marcatori |  |

| Arbitro: | Cervellera (Taranto) |

|              |           |           |
| Girasole 21’ | Marcatori | 43’ Gómez |

| Arbitro: | Pinzani (Empoli) |

|                                          |           |  |
| Maietta 42’ Ferrari 78’ Gómez 88’ (rig.) | Marcatori |  |

| Arbitro: | Velotto (Grosseto) |

|               |           |                |
| Gilioli 90+2’ | Marcatori | 10’ Bjelanović |

#### Play-off
| Arbitro: | Irrati (Pistoia) |

|                        |           |  |
| Kurtić 3’ Terlizzi 77’ | Marcatori |  |

| Arbitro: | Massa (Imperia) |

|                |           |              |
| Tachtsidīs 20’ | Marcatori | 77’ Terlizzi |

### Coppa Italia
| Arbitro: | Gallione (Alessandria) |

|            |           |                             |
| Alemão 83’ | Marcatori | 37’ Abbate 68’ Hallfreðsson |

| Arbitro: | Ciampi (Roma 1) |

|                                   |                      |                                               |
| Boakye 17’ Troiano 34’ Laribi 88’ | Marcatori            | 27’ Berrettoni 62’ D'Alessandro 90+3’ Ferrari |
| Laribi Troiano Longhi Boakye      | Tiri di rigore 2 – 4 | Le Noci Esposito Gómez Mancini Ferrari        |

| Arbitro: | Peruzzo (Schio) |

|  |           |                       |
|  | Marcatori | 36’ Ferrari 61’ Gómez |

| Arbitro: | Rocchi (Firenze) |

|                                    |           |                                 |
| Dias 43’ Rocchi 57’ Hernanes 90+1’ | Marcatori | 61’ Berrettoni 74’ D'Alessandro |

## Statistiche

### Statistiche di squadra
| Competizione | Punti | In casa | In casa | In casa | In casa | In casa | In casa | In trasferta | In trasferta | In trasferta | In trasferta | In trasferta | In trasferta | Totale | Totale | Totale | Totale | Totale | Totale | D.R. |
| Competizione | Punti | G       | V       | N       | P       | Gf      | Gs      | G            | V            | N            | P            | Gf           | Gs           | G      | V      | N      | P      | Gf     | Gs     | D.R. |
| ------------ | ----- | ------- | ------- | ------- | ------- | ------- | ------- | ------------ | ------------ | ------------ | ------------ | ------------ | ------------ | ------ | ------ | ------ | ------ | ------ | ------ | ---- |
| Serie B      | 78    | 21      | 15      | 4       | 2       | 34      | 14      | 21           | 8            | 5            | 8            | 26           | 27           | 42     | 23     | 9      | 10     | 60     | 41     | +19  |
| Play-off     | -     | 1       | 0       | 1       | 0       | 1       | 1       | 1            | 0            | 0            | 1            | 0            | 2            | 2      | 0      | 1      | 1      | 1      | 3      | -2   |
| Coppa Italia | -     | 0       | 0       | 0       | 0       | 0       | 0       | 4            | 2            | 1            | 1            | 9            | 7            | 4      | 2      | 1      | 1      | 9      | 7      | +2   |
| Totale       | 78    | 22      | 15      | 5       | 2       | 35      | 15      | 26           | 10           | 6            | 10           | 35           | 36           | 48     | 25     | 11     | 12     | 70     | 51     | +19  |

### Andamento in campionato
| Giornata  | 1  | 2  | 3 | 4  | 5  | 6 | 7 | 8  | 9  | 10 | 11 | 12 | 13 | 14 | 15 | 16 | 17 | 18 | 19 | 20 | 21 | 22 | 23 | 24 | 25 | 26 | 27 | 28 | 29 | 30 | 31 | 32 | 33 | 34 | 35 | 36 | 37 | 38 | 39 | 40 | 41 | 42 |
| --------- | -- | -- | - | -- | -- | - | - | -- | -- | -- | -- | -- | -- | -- | -- | -- | -- | -- | -- | -- | -- | -- | -- | -- | -- | -- | -- | -- | -- | -- | -- | -- | -- | -- | -- | -- | -- | -- | -- | -- | -- | -- |
| Luogo     | C  | T  | C | T  | C  | T | T | C  | C  | T  | C  | T  | C  | T  | C  | T  | C  | T  | C  | T  | C  | T  | C  | T  | C  | T  | C  | C  | T  | T  | C  | T  | C  | T  | C  | T  | C  | T  | C  | T  | C  | T  |
| Risultato | P  | V  | V | P  | N  | V | N | N  | P  | P  | N  | V  | V  | V  | V  | V  | V  | V  | V  | N  | V  | P  | V  | P  | V  | N  | V  | V  | P  | V  | V  | P  | V  | P  | V  | P  | N  | V  | V  | N  | V  | N  |
| Posizione | 15 | 12 | 6 | 11 | 11 | 9 | 9 | 10 | 11 | 13 | 13 | 11 | 8  | 7  | 6  | 6  | 5  | 2  | 2  | 2  | 2  | 4  | 4  | 5  | 4  | 4  | 4  | 3  | 4  | 3  | 3  | 4  | 3  | 3  | 2  | 2  | 4  | 4  | 4  | 4  | 4  | 4  |

Legenda:

Luogo: C = Casa; T = Trasferta. Risultato: V = Vittoria; N = Pareggio; P = Sconfitta.

### Statistiche dei giocatori
Sono in corsivo i calciatori che hanno lasciato la società a stagione in corso.
| Giocatore       | Serie B  | Serie B | Serie B     | Serie B    | Play-off | Play-off | Play-off    | Play-off   | Coppa Italia | Coppa Italia | Coppa Italia | Coppa Italia | Totale   | Totale | Totale      | Totale     |
| Giocatore       | Presenze | Reti    | Ammonizioni | Espulsioni | Presenze | Reti     | Ammonizioni | Espulsioni | Presenze     | Reti         | Ammonizioni  | Espulsioni   | Presenze | Reti   | Ammonizioni | Espulsioni |
| --------------- | -------- | ------- | ----------- | ---------- | -------- | -------- | ----------- | ---------- | ------------ | ------------ | ------------ | ------------ | -------- | ------ | ----------- | ---------- |
| M. Abbate       | 30       | 4       | 9           | 2          | 1        | 0        | 1           | 0          | 3            | 1            | 0            | 0            | 34       | 5      | 10          | 2          |
| E. Berrettoni   | 20       | 3       | 2           | 0          | 2        | 0        | 0           | 0          | 3            | 2            | 1            | 0            | 25       | 5      | 3           | 0          |
| S. Bjelanović   | 24       | 5       | 2           | 0          | 1        | 0        | 0           | 0          | 1            | 0            | 0            | 0            | 26       | 5      | 2           | 0          |
| D. Campagna     | 0        | 0       | 0           | 0          | -        | -        | -           | -          | -            | -            | -            | -            | 0        | 0      | 0           | 0          |
| L. Campisi      | -        | -       | -           | -          | -        | -        | -           | -          | 0            | 0            | 0            | 0            | 0        | 0      | 0           | 0          |
| F. Cangi        | 22       | 0       | 2           | 0          | 2        | 0        | 1           | 0          | 1            | 0            | 0            | 0            | 25       | 0      | 3           | 0          |
| L. Ceccarelli   | 26       | 1       | 8           | 0          | 1        | 0        | 0           | 1          | 4            | 0            | 2            | 0            | 31       | 1      | 10          | 1          |
| M. D'Alessandro | 27       | 1       | 0           | 0          | 1        | 0        | 0           | 0          | 2            | 2            | 1            | 0            | 30       | 3      | 1           | 0          |
| F. Da Vià       | 0        | 0       | 0           | 0          | -        | -        | -           | -          | 0            | 0            | 0            | 0            | 0        | 0      | 0           | 0          |
| A. Doninelli    | 9        | 0       | 1           | 0          | -        | -        | -           | -          | 2            | 0            | 0            | 0            | 11       | 0      | 1           | 0          |
| G. Esposito     | 14       | 0       | 0           | 0          | 0        | 0        | 0           | 0          | 3            | 0            | 1            | 0            | 17       | 0      | 1           | 0          |
| N. Ferrari      | 37       | 6       | 7           | 0          | 2        | 0        | 0           | 0          | 3            | 2            | 0            | 0            | 42       | 8      | 7           | 0          |
| D. Ferreira     | -        | -       | -           | -          | -        | -        | -           | -          | -            | -            | -            | -            | -        | -      | -           | -          |
| P. Frattali     | 2        | -2      | 0           | 0          | 0        | 0        | 0           | 0          | -            | -            | -            | -            | 2        | -2     | 0           | 0          |
| N. Galli        | 11       | 1       | 2           | 1          | -        | -        | -           | -          | 2            | 0            | 0            | 0            | 13       | 1      | 2           | 1          |
| J. Gómez        | 37       | 14      | 7           | 0          | 2        | 0        | 0           | 0          | 3            | 1            | 0            | 0            | 42       | 15     | 7           | 0          |
| E. Hallfreðsson | 37       | 6       | 2           | 0          | 2        | 0        | 1           | 0          | 3            | 1            | 0            | 0            | 42       | 7      | 3           | 0          |
| J. Hu           | 0        | 0       | 0           | 0          | -        | -        | -           | -          | 0            | 0            | 0            | 0            | 0        | 0      | 0           | 0          |
| Jorginho        | 30       | 2       | 2           | 0          | 2        | 0        | 0           | 0          | 1            | 0            | 1            | 0            | 33       | 2      | 3           | 0          |
| G. Le Noci      | 1        | 0       | 0           | 0          | -        | -        | -           | -          | 1            | 0            | 0            | 0            | 2        | 0      | 0           | 0          |
| M. Lepiller     | 13       | 4       | 0           | 0          | -        | -        | -           | -          | 2            | 0            | 0            | 0            | 15       | 4      | 0           | 0          |
| D. Maietta      | 33       | 4       | 8           | 0          | 2        | 0        | 0           | 0          | 3            | 0            | 0            | 0            | 38       | 4      | 8           | 0          |
| M. Mancini      | 9        | 0       | 2           | 0          | -        | -        | -           | -          | 2            | 0            | 0            | 0            | 11       | 0      | 2           | 0          |
| V. Mareco       | 29       | 0       | 9           | 1          | 1        | 0        | 1           | 0          | 2            | 0            | 0            | 0            | 32       | 0      | 10          | 1          |
| F. Natalino     | 0        | 0       | 0           | 0          | -        | -        | -           | -          | 1            | 0            | 0            | 0            | 1        | 0      | 0           | 0          |
| Nícolas         | 0        | 0       | 0           | 0          | -        | -        | -           | -          | 1            | 0            | 0            | 0            | 1        | 0      | 0           | 0          |
| T. Pichlmann    | 21       | 5       | 1           | 0          | 2        | 0        | 0           | 0          | 2            | 0            | 0            | 0            | 25       | 5      | 1           | 0          |
| G. Pugliese     | 12       | 0       | 1           | 0          | 1        | 0        | 0           | 0          | 3            | 0            | 0            | 0            | 16       | 0      | 1           | 0          |
| Rafael          | 40       | -39     | 1           | 0          | 2        | -3       | 0           | 0          | 3            | -7           | 0            | 0            | 45       | -49    | 1           | 0          |
| G. Russo        | 33       | 1       | 5           | 0          | 0        | 0        | 0           | 0          | 4            | 0            | 0            | 0            | 37       | 1      | 5           | 0          |
| M. Scaglia      | 30       | 1       | 3           | 0          | 2        | 0        | 0           | 0          | 1            | 0            | 0            | 0            | 33       | 1      | 3           | 0          |
| P. Tachtsidīs   | 37       | 2       | 8           | 0          | 2        | 1        | 0           | 0          | 0            | 0            | 0            | 0            | 39       | 3      | 8           | 0          |

## Giovanili

### Organigramma societario
Dal sito internet della società:
Area direttiva
- Responsabile tecnico settore giovanile: Stefano Ghisleni
- Responsabile osservatori: Giancarlo Filippini
- Responsabile Progetto Scuola: Zaccaria Tommasi

Area tecnica - Primavera
- Allenatore: Roberto Bonazzi
- Allenatore in seconda: Testini
- Allenatore dei portieri:
- Preparatore atletico: Luca Amati, Marco Corè

Area sanitaria - Primavera
- Medico: Filippo Balestreri
- Medico: Ulrich Miller
- Massaggiatori:
  - Simone Da Re